# Steve Delaup
Steve Delaup (* 7. August 1972 in Porto-Vecchio, Département Corse-du-Sud, Korsika) ist ein ehemaliger französischer Skispringer.

## Werdegang
Delaup gab am 15. Dezember 1990 sein Debüt im Skisprung-Weltcup und beendete das Springen in Sapporo auf dem 46. Platz. Bei der Nordischen Skiweltmeisterschaft 1991 im italienischen Val di Fiemme sprang er von der Normalschanze auf den 42. und von der Großschanze auf den 30. Platz. Am 1. Dezember 1991 gelang ihm mit dem 5. Platz in Thunder Bay der erste Punktgewinn sowie die erste Platzierung unter den besten zehn. Auch wenn er diesen Erfolg in den folgenden Springen nicht wiederholen konnte, gehörte er zum Aufgebot für die Olympischen Winterspiele 1992 in Albertville. Dort lag er nach dem Springen von der Normalschanze punktgleich mit dem Kasachen Andrei Werweikin auf dem 32. Platz. Von der Großschanze sprang er auf den 6. Platz. Im Teamspringen landete er gemeinsam mit Jérôme Gay, Didier Mollard und Nicolas Jean-Prost auf dem 10. Platz. Zum Ende der Saison 1991/92 gelang ihm in Planica mit dem 8. Platz erneut der Sprung unter die besten zehn. In die Saison 1992/93 startete er erneut erfolgreich und konnte in Sapporo mit dem 3. Platz von der Normalschanze das erste und einzige Mal in seiner Karriere aufs Podium springen. Im zweiten Springen von der Großschanze verpasste er mit dem 4. Platz die Podestplätze nur knapp. Bei der Nordischen Skiweltmeisterschaft 1993 in Falun landete er beim Springen von der Normalschanze auf dem 26., von der Großschanze auf dem 8. und im Teamspringen auf dem 4. Platz. Nach weiteren guten Einzelleistungen beendete er die Saison auf dem 12. Platz in der Weltcup-Gesamtwertung. In den folgenden Jahren konnte er an diesen Erfolg nicht mehr anknüpfen, weshalb er parallel zum Weltcup im Skisprung-Continental-Cup antrat. Trotz nur mittelmäßiger Leistungen gehörte er zum Aufgebot für die Olympischen Winterspiele 1994 in Lillehammer. Dort konnte er jedoch nur noch den 47. Platz von der Normalschanze und den 23. Platz von der Großschanze erreichen. Im Teamspringen kam er mit der Mannschaft nur auf den 6. Platz. Nachdem er in den Weltcup-Springen nach den Olympischen Spielen nur noch einmal Weltcup-Punkte gewinnen konnte, beendete er im Januar 1995 seine Skisprungkarriere im Weltcup und sprang noch bis Saisonende ausschließlich im Continental Cup.